# 富田信高
富田 信高（とみた のぶたか）は、安土桃山時代から江戸時代前期にかけての武将、大名。伊勢安濃津城主。津藩2代藩主。関ヶ原の戦いの功績によって伊予宇和島藩初代藩主に転じたが、改易された。

## 生涯

### 家督相続まで
富田一白（信広、知信）の長男として近江国で生まれた。母は黒田久綱の娘。正室は宇喜多安信 の娘で、継室は宇喜多忠家の娘（宇喜多秀家の養女）であるが、女武者として有名な女性は、後者の忠家の娘である。
『寛政重脩諸家譜』によると、初名は知勝（ともかつ）。諱はその他にも知治（ともはる）、信勝（のぶかつ）、信高と同音の信孝など、複数伝わる。『野史』で諱を「知信」とするために、一部の書籍で取り違えが見られるが、諸系図によればこれは父一白の名である。
父が羽柴秀吉に仕えて側近にまでなったため、天正16年（1588年） より信高も関白秀吉に仕えた。
文禄3年（1594年）、従五位下信濃守に叙任された。文禄4年（1595年）2月28日（7月15日）、父が伊勢安濃郡で2万石を加増されたが、一白はこれをそのまま信高に分知した。
慶長3年（1598年）、秀吉が亡くなると、遺物光忠の刀を受領した。慶長4年（1599年）に父が隠居したので家督を継いだ。信高は安濃津城主5万石（6万石とも）の大名となった。

### 安濃津城の攻防
慶長5年（1600年）6月、徳川家康が上杉討伐の軍を起こすと、信高も300名の家臣を率いて従軍し、榊原康政の軍勢に属した。遠征途中の7月12日に石田三成が挙兵すると、小山評定において他の諸将と同様、家康に与力することを決意する。富田氏は三成と同じく近江衆であるが、信高や一白はもともと三成とは不和であったという。
家康は、交通の要衝にある安濃津城を確保するために、信高と伊勢上野城主分部光嘉に先行して帰還し、防備を固めるように命じた。8月1日、信高と光嘉は下野小山から急ぎ出立し、東海道を進んで池田輝政の三河吉田城に到り、兵船数百を借りて三河湾を渡った。途中、伊勢湾を海上封鎖する西軍の九鬼嘉隆の兵船に遭遇して乗り込みを許したが、嘉隆とは懇意だった信高は西軍に属するために東軍から離脱したと欺いて、虎口を脱した。
伏見城を攻略していた西軍は、伊賀方面から伊勢路に向けて大軍を進出させ、すでに近くまで迫っていた。光嘉は自らの居城である上野城は守るに足りないと判断して、同城を放棄し、信高の居城・安濃津城に合流して東の門を守った。信高は東軍に籠城の状況を伝え、急ぎ家康に西上してもらうように要請しようとしたが、西軍・九鬼勢の海上封鎖により東軍との連絡は絶たれており、孤立した状態となっていた。鍋島勝茂の軍勢に包囲される松坂城の城主古田重勝も、僅かだが兵力を割いて、援軍は城の南郭を補強した。結局、信高は兵1,600（1,700）と共に籠城した。対する西軍は毛利秀元、長束正家、安国寺恵瓊、宍戸元続、吉川広家ら総勢3万にのぼった。ところが、いち早く安濃津城を攻撃しようとした長束正家の軍勢は、浜に上陸した数千の信高の兵船を見て、東軍本隊の到着と誤認して鈴鹿・亀山の山中に潰走。後でこの間違いに気付いて戻ってくるが、信高はこれを夜襲で撃破して気勢を上げた。
8月23日（9月30日）、安濃津城攻防戦が開始された。24日、西来寺（三重県津市）が兵火で焼けて町屋まで延焼。この機に乗じて西軍は城壁を上り始めたので、信高と光嘉は城から打って出て反撃した。光嘉は奮闘したが、宍戸元続と戦い、双方が傷を負って退いた。信高も自ら槍を振るって戦ったが、群がる敵兵に囲まれた。そこへ単騎、若武者が救援に駆けつけて危機を脱した。後世「美にして武なり、事急なるを聞き単騎にして出づ、鎧冑鮮麗、奮然衝昌、衆皆目属す、遂に信高を扶く…」とうたわれたこの若武者は、信高の妻であった。しかし戦いは劣勢で、二の丸、三の丸が陥落し、詰城に追い込まれた。25日、敵が総攻撃に移るなかで、信高は城門を開いて突撃。500余を討ち取って寄せ手を撃退して再び城に籠もった。

26日、これ以上戦いを継続するのは困難であると判断した信高が矢文を投じて和議を請うたとも、決戦が迫って戦いを切り上げようとした毛利秀元が木食応其を仲介として講和を成立させたとも、吉川広家の降伏勧告を信高が容れたとも伝わるが、いずれにしてもこの日に開城することが決まり、城を明け渡して、信高は一身田町の高田山専修寺で剃髪して出家し、高野山に奔った。

### 宇和島移封と改易
関ヶ原の役が東軍の勝利で終わると、家康より二心無き旨を賞され、失った所領を復して本領が安堵されたほかに、伊勢国内に2万石を加増された。
以後は戦災で被災した津の城下町の再建に努めた。
慶長10年（1605年）、伏見において、坂崎直盛（石見津和野藩主）は甥の宇喜多左門が、直盛の衆道の相手であった婢（もしくは小童、小姓）と密通していることを知って、家臣に罪を犯した婢（小童）を斬らせた。坂崎直盛は信高妻（北の方）の弟であり、信高の義弟にあたる。一方、宇喜多左門は同じく信高妻の甥である。しかし左門は婢が殺害されたのを恨み、直盛の命令に従って斬った家臣を殺して、祖父である宇喜多忠家（安心入道）のいる大坂に奔った。忠家は直盛の父でもあるが、孫にあたる左門の身を心配して、左門に書を与えて婿である信高のもとへ出奔させた。今度はこれに直盛が怒り、人をやって詰問したところ、信高はここを去ったと答えて隠したので、直盛は津城に自ら赴いて捜索しようとしたが、城主不在を理由に拒否されてさらに激怒。信高が伏見に行ったというので、信高の家臣を人質として奪って信高を追った。信高を捕殺しようという勢いであったが、これは家臣に止められたので、代わりに直盛は家康に訴え出ることにして、国制に背いた罪人を隠していると信高を告訴した。しかし家康は政務はもはや将軍秀忠に譲ったので裁断は公儀に仰ぐようにと指示してこの件を取り合わなかった。
慶長13年（1608年）9月15日、伊予板島城に転封となり、これが宇和島藩10万1900石となる。（5万加増され併せて12万石とも） 同年、従四位下に叙された。
信高は宇和島藩政確立のため、海運工事や掘削事業などを手掛けた。
移封に伴い、宇喜多左門も密かに国を出て高橋元種（日向延岡藩主）のもとに身を寄せた。信高妻はこれを憐れんで米300石の仕送りを送ったが、左門の従者が信高妻の手紙を盗んで直盛のもとへ奔って帰国を願い出た。直盛は大いに喜び、慶長18年（1613年）、この手紙をもって江戸に行って今度は秀忠に訴え出た。偶々この時は家康も江戸城におり、10月8日、家康と秀忠、老中の列する中で裁定があり、信高妻の罪が咎められて、信高は改易に処され、連座して弟佐野政綱（下野佐野藩主）も改易、匿った元種も同じく改易となった。また左門は処刑された。25日、信高は陸奥磐城平藩の鳥居忠政に預けられ、岩城に蟄居することになった。なお、8年前の件で断罪されたのは口実で、大久保長安事件連座説がある。
寛永10年（1633年）に小名浜の妙心寺派禅長寺で死去した。

## 系譜
- 父：富田一白（?-1599）
- 母：黒田久綱の娘
- 正室：宇喜多安信の娘
- 継室：北の方 - 宇喜多秀家の養女、宇喜多忠家の娘。女武者として知られる。伯父に宇喜多直家、兄弟姉妹に宇喜多基家、坂崎直盛、坂崎成方、高橋元種妻、甥に宇喜多左門
  - 長男：富田知幸 ‐ 徳川頼房の家臣となり、子孫は水戸藩士として存続
- 側室：大森左近の娘
  - 次男：富田知儀 ‐ 館林藩主時代の徳川綱吉の家臣となり、その後500俵を給され旗本となる。その息子・知郷の代に7000石に加増され、上級旗本として存続した。